# Zaniewidzenie jednooczne
Zaniewidzenie jednooczne, przejściowe objawy ślepoty, zaćmienie przejściowe wzroku (łac. amaurosis fugax) – przejściowa utrata widzenia w jednym oku.

## Etiologia i patofizjologia

### Przyczyny zatorowe i hemodynamiczne
- Zwężenie tętnicy szyjnej[2]

### Przyczyny neurologiczne
Przyczyny neurologiczne obejmują: 
- Zapalenie nerwu wzrokowego[3]
- Kompresyjne neuropatie wzrokowe[3][4]
- Stwardnienie rozsiane może powodować zaniewidzenie jednooczne ze względu na jednostronny blok przewodzenia, który jest wynikiem demielinizacji i zapalenie nerwu wzrokowego, a także prawdopodobnie przez wadliwą transmisję synaptyczną i domniemane krążące czynniki blokujące[5].
- Migrenę[6][7][8][9][10][11][12][13]
- Idiopatyczne nadciśnienie śródczaszkowe[14]
- Guz wewnątrzczaszkowy[14]
- Psychogenne[15]

### Przyczyny oczne
Przyczyny oczne obejmują:
- Zapalenie tęczówki[16]
- Zapalenie rogówki[15]
- Zapalenie powiek[15]
- Druz tarczy nerwu wzrokowego[4]
- Tylne odwarstwienie ciała szklistego[15]
- Jaskra zamkniętego kąta przesączania[17]
- Przemijające podwyższenie ciśnienia wewnątrzgałkowego[3][16]
- Krwotok wewnątrzgałkowy[3]
- Colobomę[4]
- Krótkowzroczność[4]
- Naczyniaka gałki ocznej[18]
- Kostniaka gałki ocznej[19]
- Zespół suchego oka[4]